# Hippodamia expurgata
Hippodamia expurgata – gatunek chrząszcza z rodziny biedronkowatych.
Takson ten opisany został po raz pierwszy w 1908 roku przez Thomasa Lincolna Caseya Juniora. Jako miejsce typowe wskazano Boulder w Kolorado. Początkowo sklasyfikowany był jako podgatunek w obrębie Hippodamia parenthesis. Do rangi osobnego gatunku wyniósł go w 1946 roku Edward Albert Chapin.
Chrząszcz o wydłużonym i lekko przypłaszczonym ciele długości od 3,5 do 5 mm i szerokości od 2,2 do 3,25 mm. Głowa jest błyszcząca, niegęsto punktowana i słabo pomarszczona. Ubarwiona jest czarno z poprzeczną plamką jasnej barwy. Przedplecze jest czarne z jasnym obrzeżeniem krawędzi przedniej i bocznych, pozbawione dodatkowych jasnych plamek. Epimeryty śródtułowia są w całości ubarwione czarno. Pokrywy są jaskrawo pomarańczowe lub czerwone z czarnym nakrapianiem, czasem też z bladymi rozjaśnieniami. Wzór na pokrywach jest bardzo zmienny. Odróżnienie osobników mających wierzchołkową część przyszwową pokryw czarną go od Hippodamia apicalis jest możliwe wyłącznie na podstawie budowy genitaliów samca. Z kolei osobniki mające tę część czerwoną wymagają badania genitaliów celem odróżnienia od Hippodamia parenthesis.
Zarówno larwy, jak i imagines są drapieżnikami żerującymi na mszycach (afidofagia).
Owad nearktyczny, zamieszkujący zachodnią część tej krainy. Rozprzestrzeniony jest od Jukonu na północy przez Kolumbię Brytyjską, Albertę, Saskatchewan, Idaho, Montanę, Wyoming, zachodnie części Dakoty Północnej i Południowej, Nevadę, Utah, Kolorado i zachodni skraj Nebraski po Arizonę i Nowy Meksyk.